# Tanah Rata
Tanah Rata is een van de grotere steden in de Cameron Highlands, Pahang, Maleisië. De naam Tanah Rata betekent in het Maleis "vlakke grond".

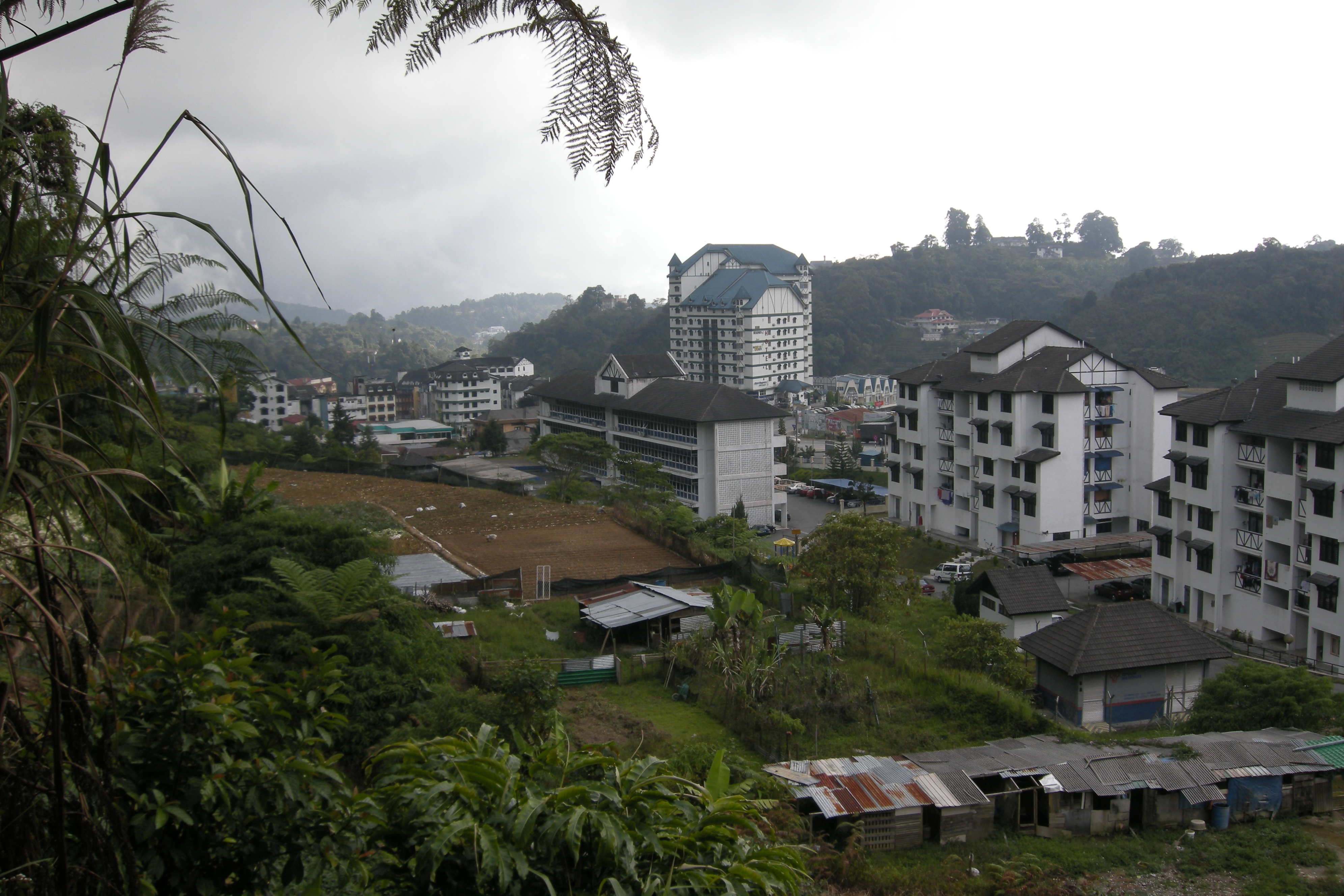
Tanah Rata